# Mito Isaka
Mito Isaka (jap. 井坂 美都, Isaka Mito; * 25. Januar 1976 in Saitama) ist eine ehemalige japanische Fußballspielerin.

## Karriere

### Verein
Sie begann ihre Karriere bei Urawa Reds. 1995 folgte dann der Wechsel zu Iga FC Kunoichi. In der Saison 1999 wurde sie mit 21 Toren Torschützenkönig der Nihon Joshi Soccer League.

### Nationalmannschaft
Im Jahr 1997 debütierte Isaka für die japanischen Nationalmannschaft. Sie wurde in den Kader der Weltmeisterschaft der Frauen 1999 berufen. Insgesamt bestritt sie 46 Länderspiele für Japan.

## Errungene Titel
- Nihon Joshi Soccer League Bester Spieler: 1999
- Nihon Joshi Soccer League Torschützenkönig: 1999
- Nihon Joshi Soccer League Best XI: 1999, 2000, 2003